# Lisa la reine du drame
 (avril 2024).
Si vous disposez d'ouvrages ou d'articles de référence ou si vous connaissez des sites web de qualité traitant du thème abordé ici, merci de compléter l'article en donnant les références utiles à sa vérifiabilité et en les liant à la section « Notes et références ».
Lisa la reine du drame (en France) ou La Seigneure des amis (au Québec) est le 9e épisode de la saison 20 de la série télévisée d'animation Les Simpson. Cet épisode est le dernier à avoir été réalisé en 4/3 SD, et utilisant le générique « historique » de la série.

## Synopsis
Dans un centre de loisirs Lisa rencontre une fille intelligente et créative nommée Juliette, qui aime aussi Josh Groban. Elles créent un monde de fantaisie les sortant de la réalité. Elles le nomment Equalia où elles sont les reines et où chacun est égal. Cependant, Lisa devient bientôt distraite à l’école depuis la création d’Equalia. Après avoir rencontré la famille de Juliette et observé son comportement perturbateur, Marge pense que celle-ci pourrait être dérangée, elle interdit donc à Lisa de la revoir de nouveau. Lisa se fâche et s’enfuit avec Juliette dans un restaurant délabré où elles ont l’intention de mettre au point leurs plans pour « gouverner » Equalia. Lisa manque ainsi sa « petite ONU ». Martin appelle Marge et lui parle de la disparition de Lisa. Marge part immédiatement à la recherche de Lisa sans succès. Jimbo, Dolph et Kearney, qui utilisent le restaurant leur cachette, trouvent et prennent au piège Lisa et Juliette. Les filles réussissent à distraire Kearney avec leurs histoires d’Equalia. Dolph et Jimbo tentent de brûler le manuscrit des histoires d’Equalia, mais Kearney, conquis par le monde d'Equalia, se bat avec eux, permettant à Lisa et Juliette s’échapper. Plus tard, Lisa dit à Juliette qu’elle veut continuer à vivre dans le monde réel et oublier Equalia,.